# 李鎧
李鎧（？—？），字公凱，號惺庵，又號艮齋，江南山陽（今江蘇淮安）人，清朝政治人物。

## 生平
少時力學，性狷潔。順治十八年（1661年）進士，初授奉天蓋平縣知縣，歷官綏陽縣。康熙十七年，內閣中書王榖振力薦舉博學鴻詞科。次年，試列二等，授翰林院編修，與修《明史》。官至內閣學士兼禮部侍郎。著有《艮齋詩文集》、《恪素堂集》、《惺庵集》、《史斷》、《讀史雜述》十卷等。